# Юза Хен
Юза Хен – израильский уролог, профессор, директор клиники сексуальной дисфункции отделения урологии медцентра Ихилов (Сураски). Доцент школы медицины Тель-Авивского университета. 

## Биография
- 1973 год. Юза Хен получил высшее медицинское образование в Университете Нальчика в 1973.
- 1986 год. Репатриировался в Израиль, где прошел специализацию по урологии в медцентре Ихилов.

- 1992-1994 гг. специализировался по общей урологии, трансплантологии и лечению нарушений сексуальной сферы в Медицинском центре Университета Содружества Вирджинии[1] и в Армейском медцентре Вомак (США).
- 1996 год. Стажировался по вопросам нарушений эрекции и фертильности в Институте урологии и нефрологии Университета Лондона.
- 2002 год. Прошел курсы повышения квалификации по лапароскопической хирургии в Медицинском центре Святой Елизаветы (Линц, Австрия)
- 2017 год. Прошел курсы по восстановлению сексуального здоровья онкологических пациентов в Онкоцентре Слоун-Кеттеринг (Нью-Йорк, США) и по вопросам гормональных нарушений у мужчин в Института эндокринологии Университета Флоренции (Италия).
- С 1990 года занимает должность старшего врача отделения урологии медицинского центра Ихилов. С 1991 года возглавляет клинику сексуальной дисфункции этого медицинского центра.

## Медицинская деятельность
Область деятельности профессора Хена – общая урология, урологическая онкология, сексуальное здоровье мужчин, мужская фертильность. Выполняет широкий спектр урологических операций, включая реконструкцию мужских половых органов.
- В 2002-2006 гг. был президентом Израильского общества сексуальной медицины.
- В 2003-2006 гг. – членом исполнительного комитета Европейского общества сексуальной медицины.
- С 2001 года входит в состав апелляционной комиссии Института национального страхования Израиля.

## Научная работа
Автор более 60 научных публикаций.  Изучал механизмы и лечение задержки эякуляции,, медикаментозные методы лечения эректильной дисфункции, инновационные хирургические методы лечения мочекаменной болезни. Совместно с заведующим отделением урологии медицинского центра Ихилов профессором Х.Мацкиным разрабатывал и внедрял брахитерапию рака простаты в начале 2000-х гг.
Главный редактор медицинского журнала Israeli Sexual Health.